# У тій країні
«У тій країні» (рос. «В той стране») — російський художній фільм 1997 року за мотивами оповідань Бориса Екімова. Фільм брав участь більш ніж у 30-ті Міжнародних кінофестивалях.

## Зміст
У віддаленій російській глибинці життя не змінюється століттями. Сюди не може дістатися техніка і прогрес, місце немов завмерло вдалині від цивілізації. Та саме тут дуже яскраво простежуються всі емоції і почуття жителів, їхні переживання, їхні радощі і біди. Адже коханню і ненависті, співчуттю і зраді зовсім не потрібні нові винаходи.

## Ролі
- Дмитро Михайлович Клопов - Микола Скуридін
- Володимир Борчанінов - Чапурін
- Олександр Стахієв - Зайка
- Анна Овсянникова - Опанасівна
- Андрій Дунаєв - Костянтин
- Юрій Бобров - Альошка
- Світлана Гайтан - Алька
- Варвара Клопова - Макуна
- Галина Волкова - Шура
- Лідія Савченко — теща Скуридін
- Дмитро Вороніцин - Циганок
- Олена Андрієва - Катя
- Тетяна Захарова - Лелька
- Зоя Буряк - Раїса

## Нагороди
- Державна премія Росії за 1998 рік
- Премія Миру на МКФ в Берліні, Німеччина (1998)
- Гран-прі МКФ «Ренконтре», Париж, і приз Паризької мерії на прокат фільму у Франції (1998)
- Гран-прі МКФ Слов'янських і православних народів «Золотий Витязь» (1998)
- Гран-прі журі та публіки МКФ в Кретеї, Франція (1998)
- Спецприз журі МКФ в Турині, Італія (1998)
- Гран-прі МКФ в г. Фрайштадт, Австрія, (1998)
- Головний приз на Всеросійському кінофестивалі «Нове кіно Росії» вЧелябінські, Росія (1998)
- Приз прі. В. М. Шукшина на I Шукшинському кінофестивалі, Росія (1999)
- Гран-прі МКФ в м. Тромсе, Норвегія, і приз Норвезького кіноінституту на прокат фільму в Норвегії (1999)
- Гран-прі МКФ в Мінську, Білорусь (1999)

## Знімальна група
- Режисер — Валерій Рожнов
- Сценарист — Валерій Рожнов
- Продюсер — Сергій Сельянов
- Композитор — Сергій Шнуров

## Цікаві факти
Борис Єкімов писав оповідання, як правило, про життя селян Краснодарського краю в часи СРСР. Для фільму «У тій країні» сюжети оповідань Б.Екімова були трохи адаптовані, так як дія була перенесена в середину 1990-х років в типове село російської півночі (фільм знімали в Архангельській області).
Фільм не озвучували в студії, записуючи звук безпосередньо на знімальному майданчику. Завдяки цьому досягається ефект документальності. Крім того, у фільмі більшість ролей виконано непрофесійними акторами.